# Ulica Morska w Gdyni
Ulica Morska w Gdyni – ulica w Gdyni licząca 8410 m długości. Jest najdłuższą ulicą Gdyni. Prowadzi od centrum Gdyni do granicy z Rumią. Biegnie przez dzielnice: Działki Leśne (na bardzo krótkim odcinku), Grabówek, Leszczynki, Chylonię oraz Cisowę. Pełni także funkcję trasy przelotowej dla tych oraz dzielnicy Pustki Cisowskie-Demptowo.
Morska jest przedłużeniem ulicy Śląskiej, natomiast kontynuacją jej w Rumi jest ulica Sobieskiego.

## Historia
Ulica Morska do roku 1930 była częścią Szosy Gdańskiej. W 1963 roku zaczęła się intensywna zabudowa Chyloni, co spowodowało przebudowę jezdni i dodanie drugiego pasa ruchu. Wtedy dopiero cała ulica Czerwonych Kosynierów stała się główną szosą wylotową Gdyni w stronę Rumi. Wcześniej główny ruch kierował się na ulicę Chylońską. Podczas okupacji Niemcy zmienili nazwę ulicy na Albert Forster Straße.
W 2018 pomiędzy Estakadą Kwiatkowskiego a Grabówkiem kosztem 21,5 mln zł przewidywana jest modernizacja trakcji trolejbusowej, a także budowa buspasów na 5 odcinkach – w kierunku centrum w rejonie skrzyżowania z ul. Zakręt do Oksywia w miejscu istniejących prawoskrętów do posesji, a następnie po istniejącym prawoskręcie na skrzyżowaniu z ul. Kalksztajnów; w okolicach skrzyżowania z ul. Mireckiego, a także w okolicy skrzyżowania z ul. Grabowo; a w kierunku Chyloni przed skrzyżowaniem ul. Mireckiego z ul. Morską oraz przed skrzyżowaniem ul. Morskiej z ul. Grabowo, od prawoskrętu za budynkiem przy ul. Morskiej 42. Wykonawcą prac, przewidzianych na 11 miesięcy, jest firma Eurovia Polska.

## Nazwa
Nazwa ulicy – Morska – zaistniała wraz z powstaniem Państwowej Szkoły Morskiej (obecnie istniejącej pn. Uniwersytet Morski). W 1946 ulica została przemianowana, w związku z dniem 1 maja, na ulicę Czerwonych Kosynierów. W 1991 r. decyzją Rady Miasta przywrócono jej przedwojenną nazwę.

## Architektura
Przed rokiem 1939 przy ulicy Morskiej stanęły spółdzielnia mleczarska "Kosakowo", Kolonia Robotnicza (zespół mieszkaniowy przy ul. Morskiej 108/112), Instytut Handlu Morskiego i Techniki Portowej (obecnie zespół szkół), podstacja transformatorowa (przy ul. Morskiej 118) oraz tartaki (przy Morskiej 80 i 114). Obecnie przy ulicy Morskiej znajdują się m.in. Uniwersytet Morski w Gdyni, siedziba Nadleśnictwa Gdańsk, Zakład Linii Kolejowych w Gdyni (przy ulicy Morskiej 24), siedziba spółki PKP Szybka Kolej Miejska w Trójmieście (przy ulicy Morskiej 350A) oraz wiele bloków mieszkaniowych, sklepów i punktów usługowych. Na ul. Morskiej swój koniec ma obwodnica Trójmiasta (na granicy Chyloni i Cisowej). W Leszczynkach nad ul. Morską przebiega Estakada Kwiatkowskiego.